# Montaña de Masaciega
La montaña de Masaciega (también conocida como montaña de Majada Ciega) es un apilamiento de coladas basálticas, con una altura de 275 m s. n. m., situada en el sureste de la isla de Gran Canaria (Canarias, España). Fue originada por un proceso basáltico, datado en el Mioceno. La montaña no se encuentra inscrita en ningún grado de protección,pero en sus cercanías se encuentra la zona protegida del Roque Aguayro. 

## Toponimia
El origen de su nombre se desconoce, aunque puede ser una expresión coloquial que significa montaña (majada) y su origen se considera popular.

## Situación
La montaña de Masaciega se encuentra en el término municipal de Santa Lucía, encontrándose a un lado de la rampa sedimentaria proveniente de procesos erosivos de la Caldera del Tirajana,al este de esta se encuentra la ciudad de Vecindario y aledañas al sur se puede ver el pueblo de Sardina, al oeste el conjunto montañoso del centro de la isla al norte se puede divisar el pueblo de Agüimes y el Cruce de Arinaga.

## Topografía
La Montaña de Masaciega está constituida por formas suaves y poco accidentadas por la erosión de esta. Esta está conectada al resto de las montañas aledañas por una estrecha zona.

## Litología

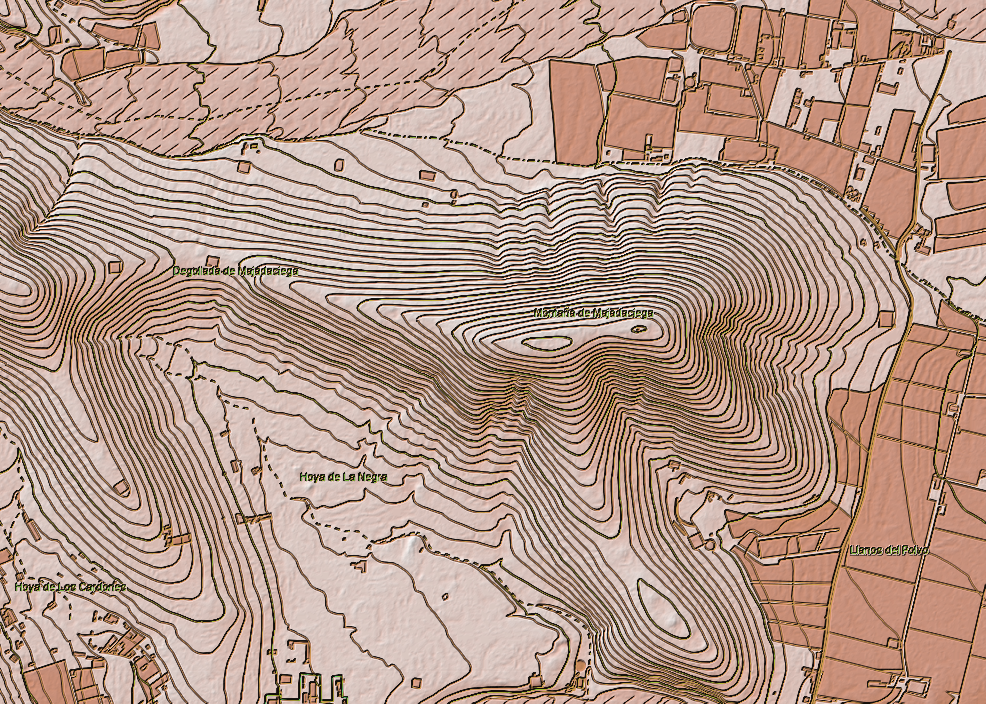
Mapa de relieve de Masaciega.

Su zona alta se compone de lavas basáltico-olivínicas, olivínico-piroxénicas y plagioclásicas, con traquibasaltos subordinados. hawaiitas, banmoreitas y mugearitas. Hacia la parte baja, las coladas son más de tipo pahoehoe, y con potencias individuales de 1 - 2,5 m. Depósitos de 1-5 m de espesor formados por arenas oscuras y gravas heteromícticas y heterométricas (de 1-2 y hasta 40-50 cm de tamaño) en la zonas más e base.

## Naturaleza

### Flora
En la montaña se instalan comunidades vegetales propias del piso inframediterráneo, donde destacan los endemismos Euphorbia Balsamifera (tabaiba dulce) y Euphorbia regis jubae (tabaiba Amarga), con presencia casi dominante,además de los popularmente conocidos ¨Balillos¨ en sus zonas más bajas y verodes entre otros.

### Fauna
En la montaña se encuentran Gallotia stehlini (lagarto gigante de Gran Canaria) y el Tarentola boettgeri (perenquenquen).En el ámbito ornitológico entre otros encontramos al Charadrius alexandrinus (chorlitejo patinegro), ubaras y Egretta garzetta (garceta), Numenius phaeopus (zarapito) y gaviotas como la Larus fuscus.

## Estado ecológico

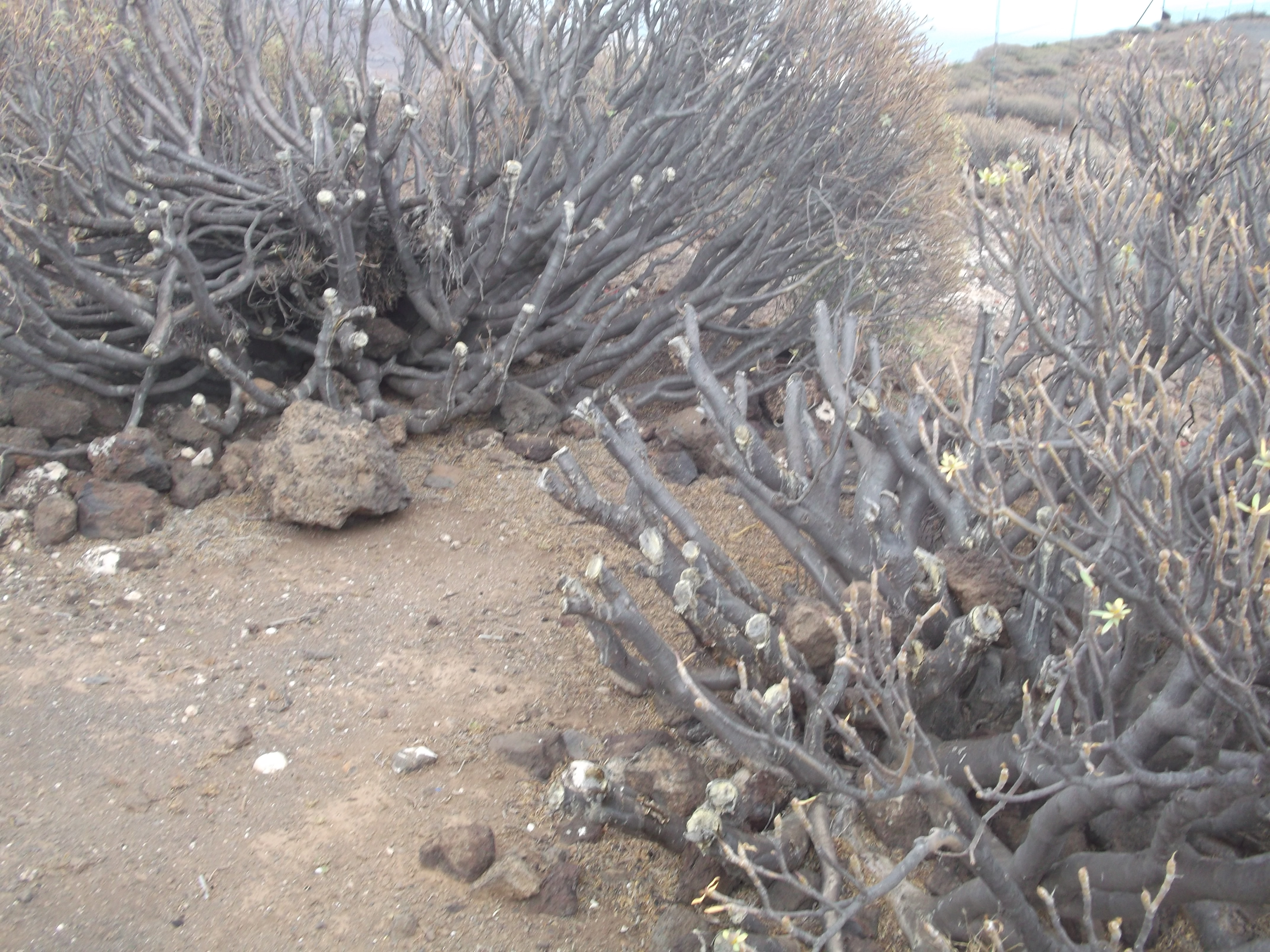
Daños en Euphorbia balsamifera por obras de los molinos en junio.

El estado ecológico de la Montaña de Masaciega ha sido clasificado como antropizado,ya que en algunas de sus zonas se encuentran vertederos ilegales, modificación del terreno en muchas zonas y continuada erosión, sobre todo por las zonas de cultivo abandonadas y libres de casi toda vegetación en su base.
En 2015 se aprobó el decreto 6/2015 según el cual siete molinos eólicos ENERCON E-70 se colocarán a lo largo de su cresta debido a la alta media de vientos anual en su cima, las obras comenzaron a principios de junio de 2018, causando un deterioro considerable en la vegetación aledaña y modificación en el terreno.